# Zivilprozessrecht (Frankreich)
Das Zivilprozessrecht (frz. procédure civile) wurde in Frankreich erstmals im Code de procédure civile 1806 kodifiziert. Seit 1976 ist dieser größtenteils durch den Nouveau Code de procédure civile (N.C.P.C.) ersetzt, jedoch blieb ein Teil des alten Code bis 2007 in Kraft. Seitdem wird der neue Code nur noch Code de procédure civile (C.P.C.) genannt. Die Gerichtsorganisation ist im Code de l’organisation judiciaire niedergelegt.
Das Verfahren (instance) beginnt gemäß den Art. 750 ff. C.P.C. vor dem tribunal de Grande Instance mit der Klageerhebung durch Einreichung der Klageschrift (acte introductif d'instance). Dieser Schriftsatz stellt der Kläger über seinen Prozessvertreter (es herrscht Anwaltszwang) dem Beklagten zu. Dem Gericht wird davon unabhängig ebenfalls die Klageschrift zugestellt und bestimmt den Instruktionsrichter (juge de la mise en état). Der Schriftenwechsel (vgl. Klageantwort, Replik, Duplik usw.) begründet die Instruktionsverhandlung (mise en état initiale) und die Sache wird streitbefangen. In der mündlichen Hauptverhandlung werden die vorbereitenden Schriftsätze verlesen, der Instruktionsrichter berichtet und die Anwälte halten ihre Plädoyers (Anfangs- und Schlussvorträge). Nach kurzer Beratung wird das Urteil verkündet. Mit Ausnahme der Kosten für den gegnerischen Anwalt trägt der Unterlegene die Kosten des Rechtsstreits. Der Obsiegende kann aber nach Art. 700 C.P.C. beantragen, auch die eigenen Anwaltskosten dem Unterlegenen aufzuerlegen (Ermessensentscheidung des Gerichts).